# Грондона
Грондона (итал. Grondona) је насеље у Италији у округу Алесандрија, региону Пијемонт.
Према процени из 2011. у насељу је живело 189 становника. Насеље се налази на надморској висини од 307 м.

## Становништво
| 1936. | 1951. | 1961. | 1971. | 1981. | 1991. | 2001. | 2011. |
| ----- | ----- | ----- | ----- | ----- | ----- | ----- | ----- |
| 988   | 844   | 728   | 574   | 517   | 511   | 538   | 545   |